# Patricia D'Amore
Patricia Ann D'Amore es una profesora en la Escuela de Medicina de Harvard, donde  es profesora de oftalmología  Charles  L. Schepens , y profesora de Patología.
Su investigación se centra en la patogénesis de la enfermedad ocular, en particular en la angiogénesis, y en la contribución de los lípidos y la inflamación al desarrollo de la degeneración macular asociada a la edad. Ella es parte de un grupo de científicos que descubrió la importancia del factor de crecimiento endotelial vascular (VEGF) en la degeneración macular "húmeda" en rápido desarrollo, que condujo a la terapia anti-VEGF, que se usa ampliamente en los países occidentales para ralentizar la progresión de la enfermedad.

## Carrera temprana
D'Amore creció en Everett, Massachusetts. Después de un 1973 BA en la Universidad Regis (Massachusetts),    recibió un PhD en biología en Universidad de Boston en 1977 bajo la supervisión de David Shepro.  Entonces se convirtió en una socia postdoc en Oftalmología y Química Fisiológica en Escuela de Medicina de la Universidad Johns Hopkins, y se convirtió en Profesora de Ayudante de Oftalmología en 1980.  En 1981 se movió al Laboratorio de Investigación Quirúrgico en el hospital de Niños de Boston y unió la Facultad de Medicina de Harvard como Profesora Ayudante de Cirugía.  Es nombrada Profesora Asociada en Harvard en  1989, Y profesora titular en 1998. En  2012 fue nombrada Charles Profesora L. Schepensde Oftalmología, y en 2013, Profesora de Patología.   Ha sido la Directora  del Laboratorio Howe en  Massachusetts Ojo y Oreja desde 2014, y es Jefa Asociada de Investigación Básica desde 2014.

## Trabajo actual
El grupo de investigación D'Amore' es autor de sobre 150 documentos originales.  Es altamente citada, 4 documentos fueron citados más de 1000 veces.
Es la fundadora  de la Reunión de Boston de Angiogenesis, la cual empezó sus reuniones anuales en 1998. Es la Editora Jefe de la revista Investigación Microvascular,     y ha sido editora asociada de La  Revista americana de Patología. También ha sido en la lista de editoras de la Revista FASEB.>

## Premios y honores
- 1994: El Premio de Investigación Alcon y el Premio Cogan
- 2006: Premio Investigador Científico Senior de Investigación para Prevenir la Ceguera
- 2009: Nombrada miembro de la Asociación para la Investigación en Oftalmología (ARVO)
- 2010: conferenciante invitado para la quinta Conferencia Anual de Jeffrey M. Isner, Dotado Conmemorativo de M. D.
- 2012: Premio Rous-Whipple de la Sociedad Americana de Patología de Investigación
- 2013: Premio Everett Mendelsohn a la Excelencia en Mentoría de la Universidad de Harvard
- 2013: conferenciante invitado para la conferencia Hans Vilbertn, Universidad de Ratisbona, Alemania
- 2013: Premio de Mentores del Sector de Médicos de Mujeres de la Asociación Médica Estadounidense
- 2014: Premio Endre Balazs de la Sociedad Internacional para la Investigación del Ojo
- 2014: Premio António Champalimaud
- 2015: Medalla Proctor de la Asociación para la Oftalmología de Investigación y Visión